# Berufsbildende Schule Kirn
Die Berufsbildende Schule Kirn (BBS Kirn) ist eine Berufsbildende Schule in Kirn im Westen des Landkreises Bad Kreuznach im Bundesland Rheinland-Pfalz.

## Einzugsbereich
Im Schuljahr 2023/24 besuchten etwa 542 Schülerinnen und Schüler aus dem Einzugsbereich der Landkreise Bad Kreuznach und Birkenfeld sowie Simmern Süd die Schule.

## Schulgeschichte und Ausbildungsangebot
Um 1970 sind Außenstellen der Schule in Meisenheim und Langenlonsheim nachgewiesen.
Das Angebot der Berufsbildenden Schule Kirn besteht momentan aus der Erlangung der Berufsreife (Berufsvorbereitungsjahr), der Mittleren Reife (innerhalb von zwei Schuljahren), der Fachhochschulreife (innerhalb von zwei Schuljahren) in den Ausbildungsrichtungen Rechnungslegung/Controlling (RC) und Fremdsprachen (FS) sowie der Abendschule (Duale Berufsoberschule – DBOS), zudem aus den Berufsausbildungsrichtungen Anlagemechanik (AM), Industriemechanik (IM), Automobilkauffrau/-mann (AK), Einzelhandelskauffrau/-mann (EK), Industriekauffrau/-mann (IK), Büromanagement (BM) sowie Steuerfachangestellte/-r (WS). Das Leistungsangebot der „Bündelschule“, die im ständigen Wettbewerb steht, umfasst damit ein breites Ausbildungsspektrum. Unter anderem wurden im Schuljahr 2016/2017 die Fachrichtungen Solartechnik und Altenpflege ins Programm aufgenommen. Bereits im Jahr 2011 stand die Aufnahme des Bildungsgangs Energietechnik mit Schwerpunkt Solarenergie zur Debatte.
Im Vereinsregister ist die Schülerfirma „Lubo“ der BBS Kirn eingetragen. 2016 wurden in der Schule Smartphones, Tabletcomputer und Set-Top-Boxes beschafft für den W-LAN-basierten Unterrichtseinsatz.

## Schulstatusdebatte in den 2010ern
Unter anderem das CDU-Wahlkampfprogramm des CDU-Kreisverbands Bad Kreuznach zur Europawahl 2014 zeigt auf, dass wegen des damaligen Schülerrückgangs die organisatorische Unterstellung der Schule kreispolitisch zur Diskussion stand. So wurde die Zukunft der Schule unter anderem zuletzt zum Wahlkampfthema bei der Landtagswahl in Rheinland-Pfalz 2016 im Wahlkreis 18.
Unklar war spätestens anlässlich der Pensionierung des Schulleiters Heinz Andreas im Jahr 2015 bis zur Besetzung des Schulleiterpostens durch Stefan Sitzenstuhl Mitte 2016 der Verbleib der BBS Kirn als selbstständige Bildungseinrichtung. So übernahm der seit 1991 an der BBS Simmern eingesetzte Schulleiter Studiendirektor Gerhard Barth im Schuljahr 2015/2016 kommissarisch bis zu seiner Zurruhesetzung die Schulleitung der BBS Kirn. Die CDU-, FWG- und Grünen-Kreistagskoalition hatte bereits im Koalitionsvertrag eine Neuorganisation der BBS im Landkreis Bad Kreuznach festgeschrieben gehabt, wodurch es Befürchtungen gab, die Schule könne organisatorisch zu einer „Außenstelle“ der BBS Bad Kreuznach werden. Bereits im März 2015 begrüßte der CDU-Landrat Franz-Josef Diel die Einführung des Bildungsgangs Altenpflege zum Schuljahr 2016/2017 mit Hinweis auf den Fachkräftemangel in diesem Bereich, drängte auf die Einführung eines Bildungsgangs Sozialassistenz und befürchtete andernfalls eine Schülerabwanderung. Im April 2015 wurde die Schulleitungsstelle dennoch auf Beschluss des Kreistags wieder ausgeschrieben unter der Bedingung, dass die BBS im Landkreis unter Federführung der Aufsichts- und Dienstleistungsdirektion (ADD) zusammenarbeiten müssen. Unterstützt in ihrem Anliegen zum Erhalt der BBS Kirn als eigenständige Schule mit eigener Schulleitung wird die Lehrerschaft durch den FDP-Kreistagsabgeordneten Thomas Bursian. Gemeinsam luden sie im November 2016 die CDU-Kreisvorsitzende Bettina Dickes, die sich 2015 im Rahmen ihrer Nominierung für die Landtagswahl 2016 für den Erhalt der BBS Kirn mittels Vernetzung mit der BBS Bad Kreuznach aussprach, den Landtagsabgeordneten Denis Alt und Staatssekretär Philipp Fernis an die Schule ein.

## Persönlichkeiten

### Bekannte Schüler
- Jenniffer Kae (* 1987), Sängerin